# Летище „Антонов“
Летище Антонов (на украински: аеропорт «Антонов»), известно още като Летище Гостомел (на украински: аеропорт «Гостомель»), е международно летище за товарни самолети и съоръжение за изпитания на полети в Украйна, разположено близо до намиращото се северозападно от Киев предградие Гостомел.
Летището е собственост и е кръстено на компанията за производство на самолети Антонов и се управлява от нейното дъщерно дружество Antonov Airlines. До унищожаването му през февруари 2022 година тук е стопанисван най-големият самолет в света Антонов Ан-225 Мрия.
В първата фаза на руското нападение над Украйна през 2022 година летището се превръща в зона на интензивни боеве. То е превзето за няколко седмици от руските сили, а съоръженията и самолетите, намиращи се на негова територия, претърпяват големи щети.

## История
Строежът на летището започва през 1959 година. Първите търговските товарни операции на летището се провеждат от 1989 година с първите опити за демилитаризиране и комерсиализиране на Авиационен научно-технически комплекс „Антонов“. 

### Руско нападение над Украйна през 2022 година
Летището е атакувано и превзето от руската армия в първия ден от руската инвазия в Украйна през 2022 година - 24 февруари. През деня украинският президент Володимир Зеленски заявява, че „вражеските парашутисти в Гостомел са блокирани и войските са получили заповед да ги унищожат“. Между 20:00 и 22:00 часа местно време (UTC+2) се появяват съобщения, че контролът над летището е възстановен, но тежките боеве продължават седмици наред както на негова територия, така и в самия Гостомел. Към 2 април летището отново е под контрола на украинските сили, но междувременно претърпява значителни щети, а товарният самолет Ан-225 е унищожен.
Собственикът на Върджин Галактик, сър Ричард Брансън, посещава президента на Украйна и разрушеното летище и заявява интереса си да инвестира във възстановяването му.

## Изпитателни операции на самолети
Летище Гостомел първоначално е построено като строго секретна вътрешна база за изпитания и подобрения на полети (на украински: Льотно-випробувальна і довідна база) за самолети Антонов. То е специално оборудвано (в т.ч. генератор на изкуствена мълния) и му е предоставена зона за тестови полети. Неговото сестринско съоръжение, отговарящо за производството, се намира в Киев на летище Святошин.

## Товарни операции
Летището се използва от авиокомпанията Антонов, както и от други заинтересовани каргопревозвачи. Съоръженията и услугите, които предлага, са:
- трансбордиране (въздух-автомобил; въздух-железопътен транспорт[b])
- възможности за съхранение
- граничен контрол и митнически услуги
- поддръжка на самолети

## Военно присъствие
Украинските ВВС използват летището за своите транспортни сили.
Ан-225 „Мрия“ (от украински: „мечта“ или „вдъхновение“), най-големият товарен самолет в света, е стопанисван на летище Гостомел преди частичното му унищожаване по време на руската инвазия в Украйна през 2022 година.